# ルデヤ
ルデヤ(英語:Lydia)は、『新約聖書』の『使徒言行録』に登場する、小アジアのリュディア地方のテアテラ市出身の女性である。「リュディアの女性」という意味である。『新共同訳聖書』ではリディアと表記する。
ルデヤはユダヤ教の改宗者で、紫布の行商でピリピに滞在していた時に、安息日の祈り場で、パウロの説教を聞いてクリスチャンになった。パウロとシラスとルカを自分の家に招きもてなし、ピリピ教会の形成の中心的な働きをすることになった。